# Godło Kazachskiej SRR

Godło Kazachskiej Socjalistycznej Republiki Radzieckiej

Godło Kazachskiej SRR w latach 1939–1978

Godło Kazachskiej Socjalistycznej Republiki Radzieckiej zawierało typowe elementy godeł republik związkowych ZSRR: sierp i młot – symbol sojuszu robotniczo chłopskiego oraz najważniejszy element godła Związku Radzieckiego, a także wschodzące słońce – mające wyrażać świt, początek nowej ery w życiu kraju. Całość otoczona była przez wieniec złożony ze stylizowanych kłosów pszenicy. Umieszczenie symbolu zboża w godle z jednej strony podkreślało znaczenie rolnictwa dla kraju oraz symbolizowało dobrobyt, a z drugiej – nawiązywało do graficznego wyglądu godła ZSRR. U góry, u zbiegu obu wieńców umieszczono czerwoną pięcioramienną gwiazdę – oznaczającą zwycięstwo komunizmu w pięciu częściach świata. Wieńce przepasane były czerwonymi wstęgami, na których umieszczone było wezwanie do jedności proletariatu: Proletariusze wszystkich krajów, łączcie się! w językach kazachskim: Барлық елдердің пролетарлары, бірігіңдер! i rosyjskim: Пролетарии всех стран, соединяйтесь!. U dołu znajdowała się skrócona, dwujęzyczna nazwa republiki, mająca w obu wersjach podobną postać ҚCCP KCCP (co stanowiło skrót od kazachskiego Қазақ Советтік Социалистік Республикасы i rosyjskiego: Казахская Советская Социалистическая Республика – Kazachska Socjalistyczna Republika Radziecka).
Całość utrzymana była w tonacji czerwono-złotej.
Opisana wersja godła została przyjęta w 1978 r. Pierwotny wygląd godła, przyjęty 26 marca 1937 r. ulegał nieznacznym zmianom; m.in. już w 1939 r. cyrylickimi napisami 'ҚCCP i Барлық елдердің пролетарлары, бірігіңдер! zastąpiono łaciński napis QSSR, będący skrótem nazwy kraju w języku kazachskim i Barlıq elderdin proletarları, birilїnder!, będący wezwaniem do jedności proletariatu. Działanie to było związane ze zmianą alfabetu używanego do zapisu języka kazachskiego. Inną zmianą, dokonaną w 1978 r. było zmniejszenie wielkości promieni słonecznych.